# European Organisation of Military Associations
La European Organisation of Military Associations, EUROMIL es una organización paraguas de asociaciones y sindicatos de militares. Es la voz de los militares europeos a nivel internacional y su misión principal es promover los intereses profesionales y sociales, así como los derechos y libertades fundamentales de los militares europeos.

## Historia
EUROMIL fue fundada en 1972 como una organización europea de militares. Su presidente es el belga Emmanuel Jacob.

## Organización
Está compuesta por 34 asociaciones y sindicatos de militares de 22 países europeos, desde Turquía en el Este a Irlanda en Occidente, y desde Suecia en el Norte a Chipre en el Sur. 
Actualmente, las asociaciones de militares de España, que son miembros de pleno derecho de EUROMIL, son la AUME, Asociación Unificada de Militares Españoles, y la ATME, Asociación de Tropa y Marinería Española.
EUROMIL se financia exclusivamente con las cuotas de sus miembros y mantiene estrictas políticas no confesionales y políticamente independientes.
Es miembro del Movimiento Europeo Internacional una red de organizaciones que coordina los esfuerzos de las asociaciones y consejos nacionales con el objetivo de promover la integración europea y la difusión de información al respecto. 
En 2009 se crea, dentro de EUROMIL, el Foro Mediterráneo of Military Associations, FMMA,, como organización territorial formado por asociaciones de Portugal, Italia, Grecia, Chipre y España unidas para sensibilizar sobre la falta de garantías y derechos fundamentales que enfrentan de forma común los militares en estos países y colaborar en el seno de EUROMIL. 
Además del FMMA, existen en EUROMIL otras dos organizaciones regionales: el Grupo Nórdico (Suecia, Finlandia, Dinamarca y Países Bajos) y el grupo de Visegrado (Polonia, República Checa y Hungría).

## Actividad
Es el principal foro europeo de cooperación entre las asociaciones militares profesionales en cuestiones de interés común. A través de la secretaría internacional en Bruselas, EUROMIL facilita el intercambio, entre las asociaciones miembros, de información, experiencias y mejores prácticas sobre cuestiones sociales y profesionales del personal militar y apoya a sus miembros cuando se lo solicitan. Además, la organización se esfuerza por garantizar y promover los derechos humanos, las libertades fundamentales y los intereses socioprofesionales del personal militar de todos los niveles mediante el seguimiento y la promoción a nivel europeo.
EUROMIL promueve el concepto de "Ciudadano en Uniforme". Como tal, un soldado tiene derecho a los mismos derechos y obligaciones que cualquier otro ciudadano. En particular, pide que se reconozca el derecho de los hombres y mujeres militares a constituir sindicatos y asociaciones independientes y a unirse a ellos, así como a su inclusión en un diálogo social regular por parte de las autoridades. Además, requiere a los gobiernos que se eliminen las restricciones existentes a los derechos de los soldados y la inclusión del personal militar en la legislación social y laboral de la Unión Europea. 
EUROMIL sigue de cerca la evolución de la OTAN y la Unión Europea para proporcionar a sus asociaciones miembros información actualizada sobre la evolución internacional en el ámbito de la seguridad y la defensa, así como sobre la legislación social y laboral de la Unión Europea. 

## Documentos
Sobre el derecho de asociación profesional del militar. ¿Hacia una libertad sindical? Autor: Juan José Herbón Costas. Capitán Auditor. Asesoría Jurídica General de la Defensa. Doctor en Derecho.

## Noticias relacionadas
- Militares europeos piden el derecho de asociación para los españoles
- Asociaciones militares de 19 países europeos participan en Sevilla en el 85 Presidium de Euromil
- Primer presidium del Euromil que se celebra en España. Participan 20 países
- El derecho de asociación de los ciudadanos militares en Europa
- La Organización Europea de Asociaciones Militares cree "insuficiente" la Ley de Derechos y Deberes